# Giliani (krater)
Giliani är en nedslagskrater med en diameter på 19 kilometer, på planeten Venus. Giliani har fått sitt namn efter den italienska anatomierna Alessandra Giliani